# Via Egnàcia

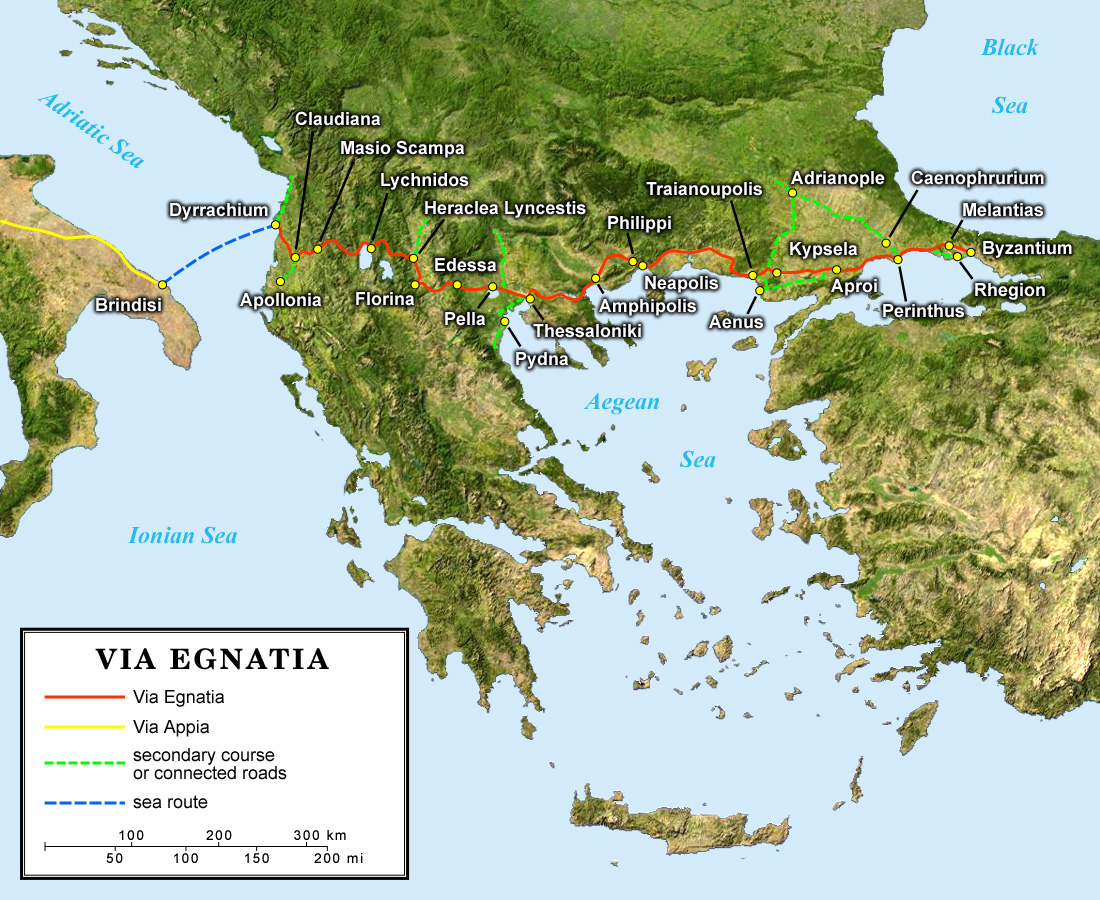
Antiga ruta de la Via Egnàcia

La Via Egnàcia (en albanès Rruga Egnatia, en macedònic Виа Игнација Via Ignacija, en grec Εγνατία Οδός Egnatia Odós) era una via construïda pels romans al voltant del 146 aC. Fou dita així per Gai Egnaci, procònsol de Macedònia, qui ordenà la seua construcció. La via s'estén des de l'antiga Il·líria, Macedònia i Tràcia, travessant les actuals Albània, Macedònia del Nord, Grècia i Turquia. Fou traçada per a unir les diferents colònies romanes des del mar Adriàtic fins a Constantinoble.
Des d'Apol·lònia d'Il·líria es va a Macedònia per la Via Egnàcia, que es dirigix a l'est i té mil·liaris fins a Cípsela (l'actual İpsala) i el riu Hebre, cosa que comprèn un espai de 535 milles. Si es gradua la milla en huit estadis, sumarà 4.280 estadis; però, segons el càlcul de Polibi, que afegix dos pletres, és a dir, un terç d'estadi a cada milla, cal afegir a la suma ja dita 178 estadis. Els que partixen d'Epidamne i els que ixen d'Apol·lònia, després de recórrer una mateixa distància, es troben a la meitat de la via. Tota ella porta el nom d'Egnàcia, però a la primera part li deien a més camí de Candàvia, que és una muntanya d'Il·líria, on conduïx este camí, entre la ciutat de Licnidus i un lloc anomenat Piló, que separa Il·líria de Macedònia. Des d'allí passa pròxima a Barenus i va per Heraclea Lincestis, Lincestis i per Eòrdia, a la ciutat d'Edessa, a la de Pel·la i fins a Salònica.
Als Balcans hi ha una íntima connexió entre l'exèrcit romà i la vida de les províncies, de manera que la romanització és, sobretot, obra de l'exèrcit, que construïa calçades, ponts i campaments amb els seus ravals de comerciants que podien transformar-se en municipis o colònies quan la legió partia; també l'exèrcit deixava al seu pas veterans que s'instal·laven en grups, formant colònies. A Macedònia, l'eix estratègic de la província, la ruta d'Àsia per a les legions i fins a l'era moderna la principal via de comunicació terrestre de la península, va ser la Via Egnàcia, anomenada pels aromanesos Calea Mare ('via gran'). Des de la seua construcció (entre 146-125 aC fins al segle vii, açò és, més de huit segles), va ser una vertadera ruta de romanització, la connexió més curta entre Roma i Constantinoble.
No és simple casualitat el fet que al llarg de la Via Egnàcia es troben una bona part dels més importants nuclis aromans de Macedònia: les dos vies que eixien dels ports de Dirràquium (Durrës) i Apol·lònia, entre els quals viuen els aromanesos de Muzàquia, s'unien a Clodània; des d'allí la via passava per Licnidus (Ocrida), Heraclea Lincestis (Bítola), Edessa, Filipòpolis —Plòvdiv, a Bulgària— i Oescus, al marge dret del Danubi, on entrava a Tràcia i continuava fins a Constantinoble.
Per esta ruta van circular els famosos caravaners i comerciants aromanesos que es dirigien fins a Venècia o Ragusa (i des d'allí a Messina, Ancona i Sardenya) fins a mitjan segle xviii, quan van abandonar el comerç amb Itàlia a favor d'Hongria, Àustria i Alemanya.
La Via Egnàcia va ser reparada i estesa en diverses ocasions. Persistí com a ruta d'importància comercial i estratègica durant segles, i va ser una de les més importants carreteres de l'Imperi Romà d'Orient, connectant Durrës (a l'Adriàtic) amb Ocrida, Tessalònica, Perint i finalment Constantinoble, al Bòsfor. Quasi tot el comerç terrestre romà d'Orient amb Europa occidental viatjava al llarg de la Via Egnàcia. Durant les Croades, els exèrcits viatjaven fins a l'est per terra seguint la carretera fins a Constantinoble abans de travessar fins a l'Àsia Menor. En la Quarta Croada, el control de la carretera va ser vital per a la supervivència de l'Imperi Llatí, igual com per al seu successor, l'Imperi de Nicea i el Despotat de l'Epir.
Des de la muntanya de Candàvia sortint de Dirràquium fins a Tessalònica (una altra branca sortia d'Apol·lònia d'Il·líria i ambdues branques s'unien a Clodiana), a la part de la via coneguda com a via Candàvia, les estacions foren: 
- Clodiana
- Scampa
- Tres Tabernae
- Licnidus (Lychnidus)
- Nicias
- Heraclea
- Cellae
- Edessa
- Pella
- Thessalonica

De Tessalònica a Cípsela, és a dir a la via Egnàcia pròpia, les estacions foren: 
- Apollonia
- Amphipolis
- Philippi (Filipos)[1]
- Acontisma
- Otopisus (Topirus)
- Stabulum Diomedis
- Maximianòpolis
- Brizice o Brendice
- Trajanòpolis
- Cypsela